# Луций Тициний Панза Сак
Луций Тициний Панза Сак  (на латински: Lucius Titinius Pansa Saccus) e политик на Римската република.
Произлиза от плебейската фамилия Тицинии. През 400 пр.н.е. и 396 пр.н.е. той е консулски военен трибун.